# Portugees curlingteam (gemengddubbel)
Het Portugees curlingteam vertegenwoordigt Portugal in internationale curlingwedstrijden.

## Geschiedenis
Portugal maakte zijn debuut op het internationale curlingtoneel tijdens een pre-olympisch kwalificatietoernooi voor de Olympische Winterspelen 2022. Portugal won zijn debuutwedstrijd tegen Kirgizië met 6-5. De Portugezen wisten door te stoten tot de finale, waarin nipt verloren werd van het gastland.
Voor het wereldkampioenschap wist Portugal nog nooit te plaatsen, ondanks enkele pogingen in het kwalificatietoernooi.
Australië · België · Brazilië · Bulgarije · Canada · China · Chinees Taipei · Denemarken · Duitsland · Engeland · Estland · Filipijnen · Finland · Frankrijk · Griekenland · Groot-Brittannië · Guyana · Hongarije · Hongkong · Ierland · India · Israël · Italië · Jamaica · Japan · Kazachstan · Kirgizië · Koeweit · Kosovo · Kroatië · Letland · Litouwen · Luxemburg · Mexico · Mongolië · Nederland · Nieuw-Zeeland · Nigeria · Noorwegen · Oekraïne · Oostenrijk · Polen · Portugal · Puerto Rico · Qatar · Roemenië · Rusland · Saoedi-Arabië · Schotland · Servië · Slovenië · Slowakije · Spanje · Thailand · Tsjechië · Turkije · Verenigde Staten · Wales · Wit-Rusland · Zuid-Korea · Zweden · Zwitserland